# تقی مبارک السیابی
تقی مبارک السیابی (عربی: تقي مبارك السيابي؛ زادهٔ ۲۰ اوت ۱۹۷۸) بازیکن فوتبال اهل عمان بود.
وی همچنین در تیم ملی فوتبال عمان بازی کرده‌است.